# Gare de Cevins
La gare de Cevins est une ancienne gare ferroviaire française de la ligne de Saint-Pierre-d'Albigny à Bourg-Saint-Maurice, située sur le territoire de la commune française de Cevins, dans le département de la Savoie, en région Auvergne-Rhône-Alpes.
Mise en service en juin 1893 par la Compagnie des chemins de fer de Paris à Lyon et à la Méditerranée (PLM) à la suite du prolongement de la ligne reliant Saint-Pierre-d’Albigny à Albertville verts  Moûtiers. En 1938, la nationalisation du réseau ferré français au sein de la Société nationale des chemins de fer français (SNCF) entraine le transfert de la gare à cette dernière.
Elle est fermée au trafic voyageurs en 1993.

## Situation ferroviaire

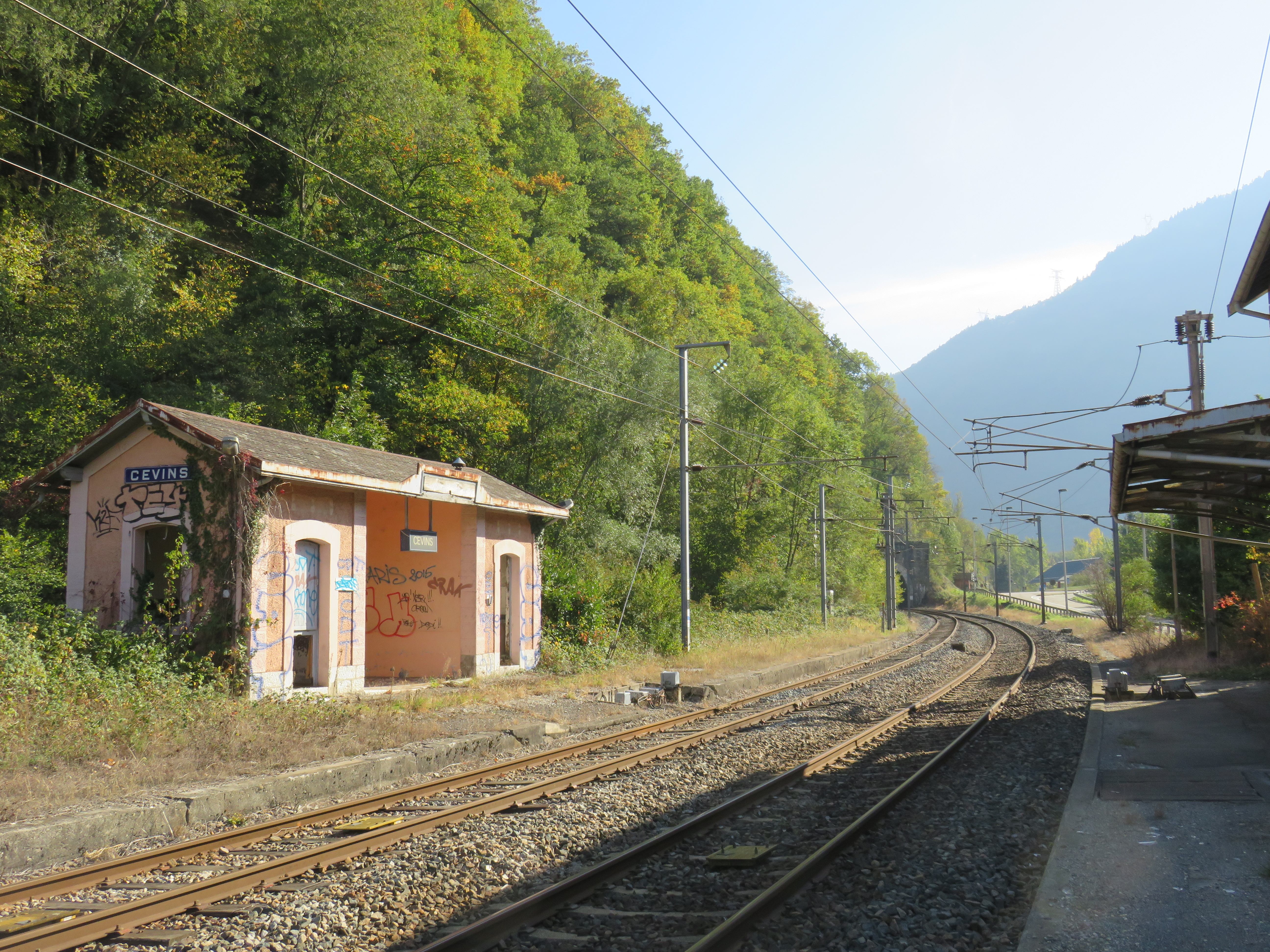
Les voies traversant la gare : à gauche pour Albertville, à droite vers Notre-Dame-de-Briançon.

Établie à 382 mètres d’altitude, la gare de Cevins est située au point kilométrique (PK) 36,877 de la ligne de la Tarentaise, entre les gares ouvertes d’Albertville et de Notre-Dame-de-Briançon.

## Histoire
La gare est ouverte le 6 juin 1893. Elle est fermée au trafic voyageurs après un siècle d’activités, en 1993.

## Galerie

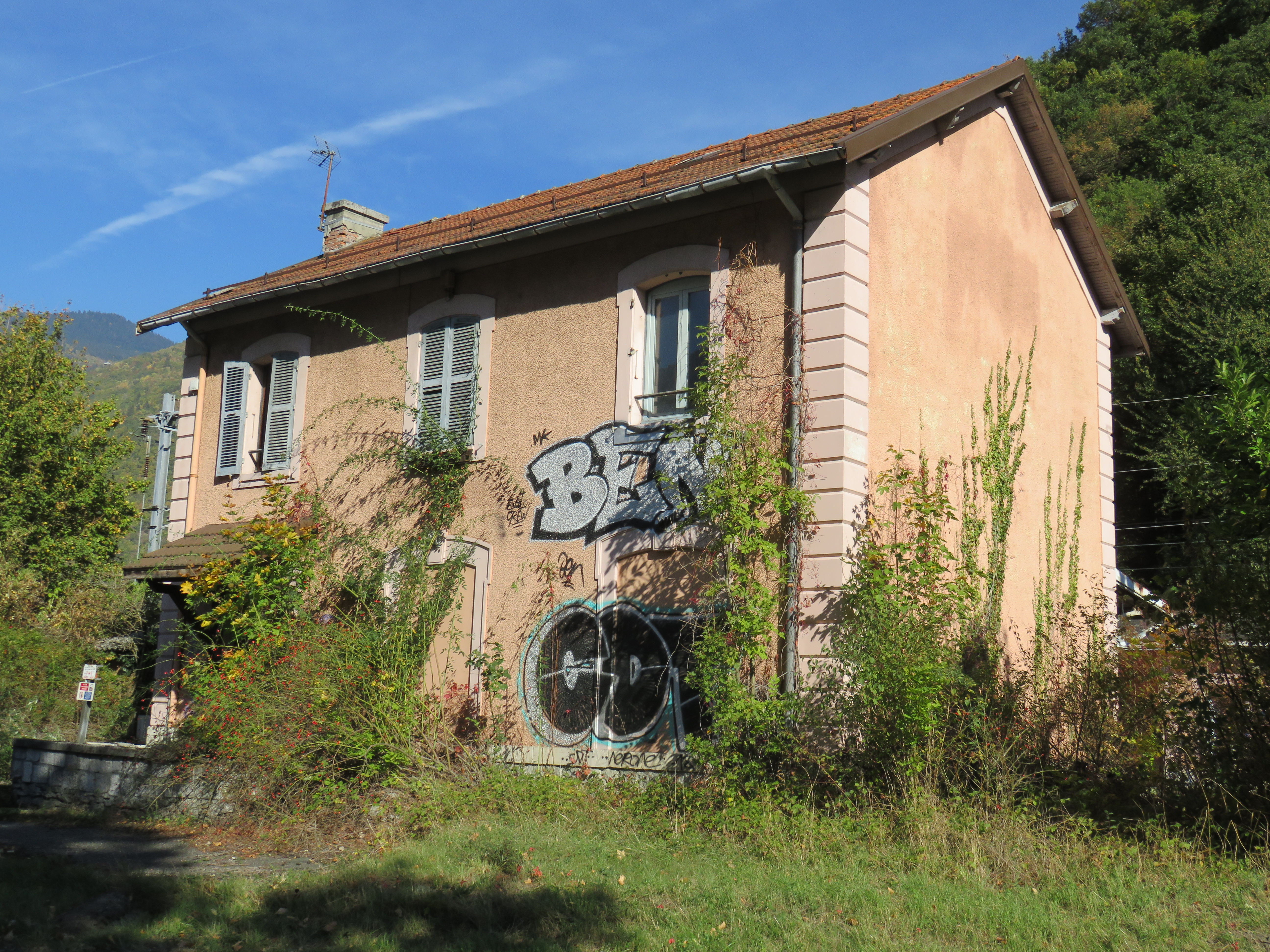
La gare, vue depuis la route, en 2018.
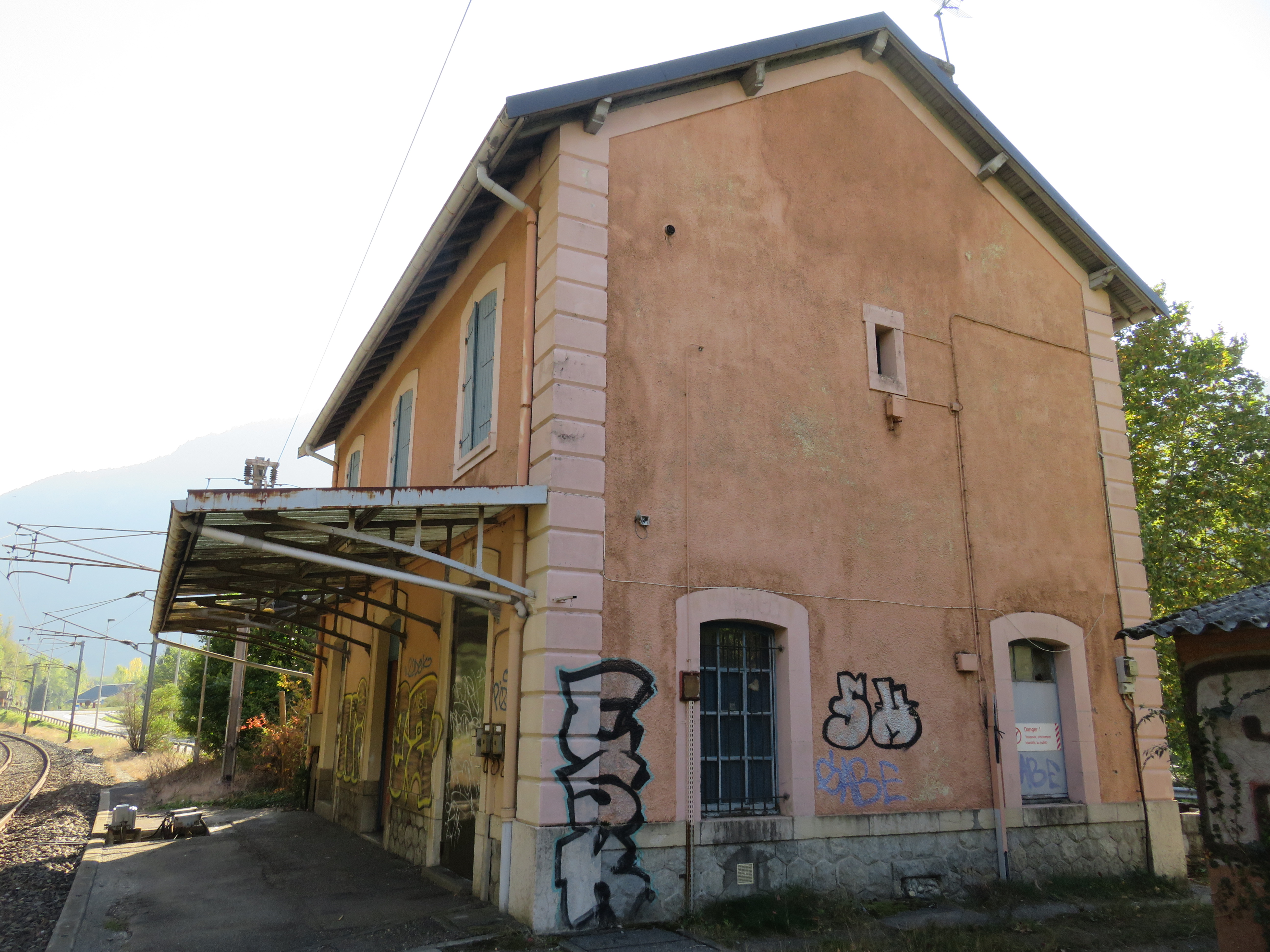
Le bâtiment voyageurs vu depuis le quai.
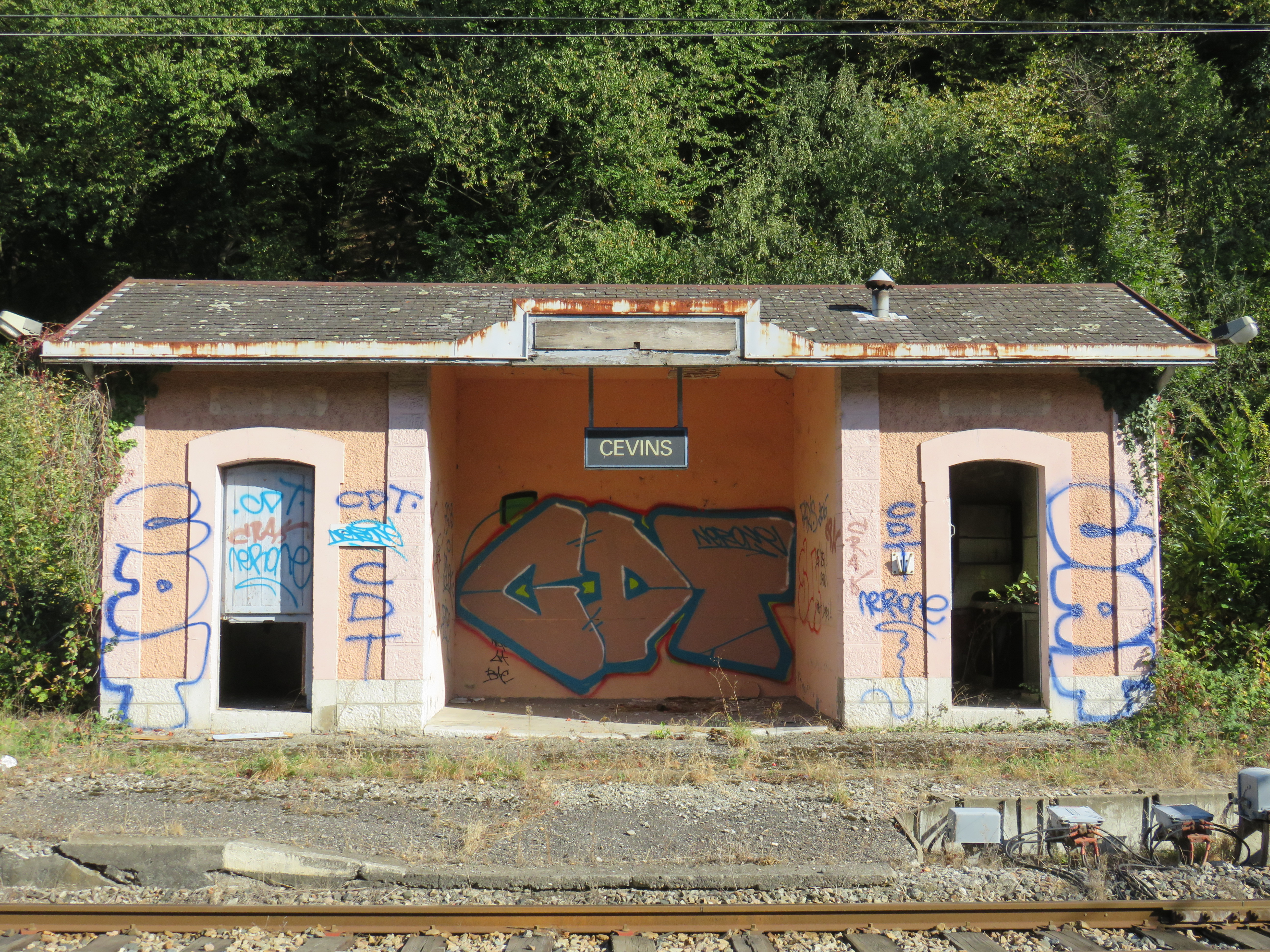
L’abri de quai vu depuis les voies.
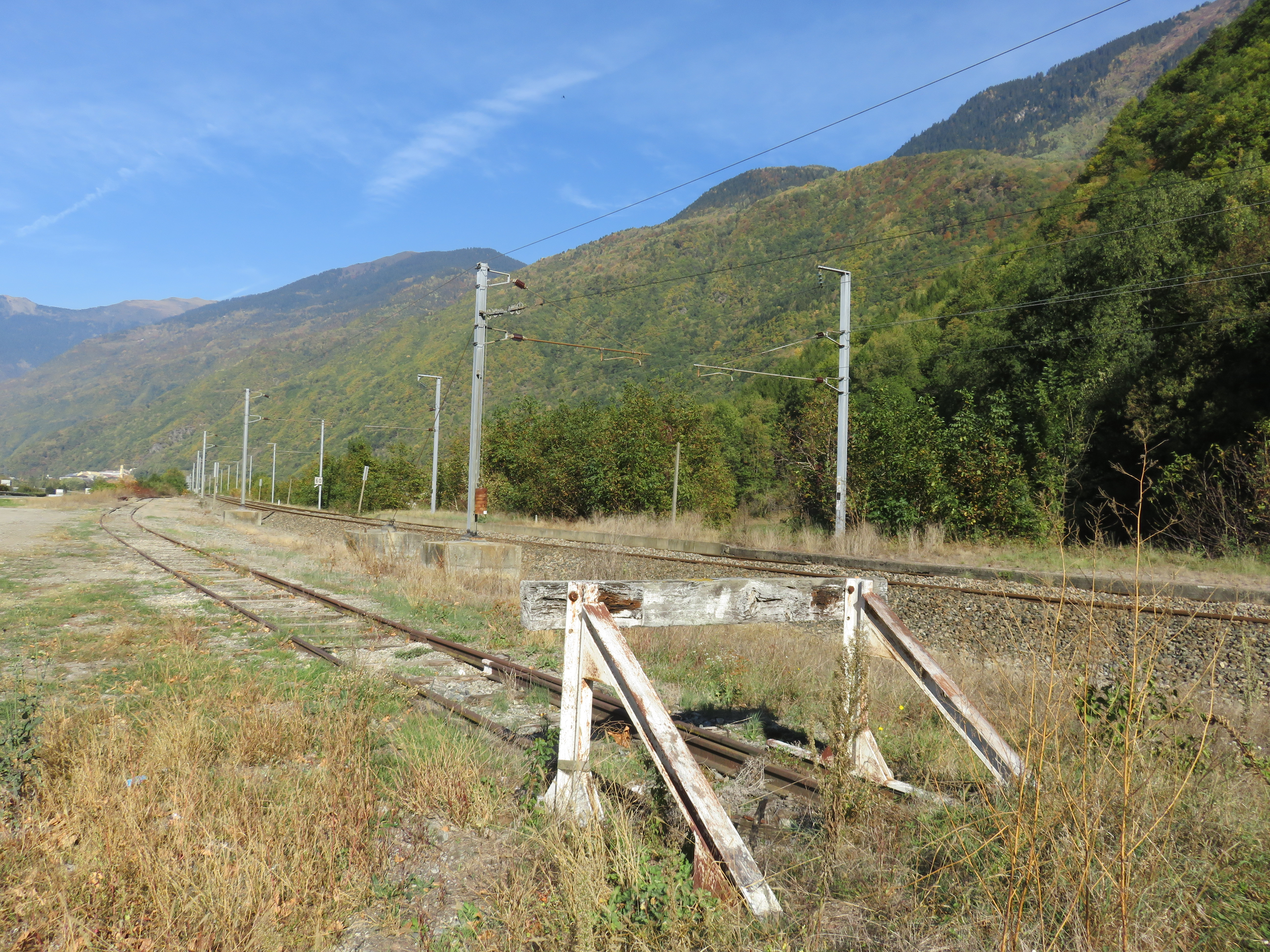
Les voies en direction d’Albertville.